# Dióxido de titânio
O dióxido de titânio é particularmente útil para o tratamento de água não potável. Funcionando como um filtro, o material é eficiente e de baixo custo, evitando incrustações e bloqueando  a passagem de quaisquer contaminantes.
Ao expor o dióxido de titânio ao sol, torna-se possível ainda separar o hidrogênio das águas não potáveis, de modo que possa então ser utilizado como combustível em fábricas. De acordo com os criadores, o dióxido de titânio é, atualmente,  capaz de gerar 1,53 milímetros de hidrogênio por litro de água, num processamento que dura uma hora. Trata-se de um desempenho três vezes melhor do que o dos tradicionais catalisadores de platina. O dióxido de titânio, também conhecido como o titânio (IV) ou óxido de titânio, é o óxido natural de titânio, com a fórmula química TiO2. Tem uma vasta gama de aplicações, desde tintas para pintura até protetores solares e  corante alimentar. Quando usado como pigmento, é chamado de branco de titânio, pigmento branco 6 ou 
CI 77891.  Quando usado como  corante de alimentos, tem o número E E171. 
A IARC (International Agency for Research on Cancer) atribuiu ao dióxido de titânio a categoria 2B (possivelmente carcinogênico para humanos).

## Presença
O dióxido de titânio aparece na natureza como os minerais conhecidos: anatase (I42/amd), rutilo (P42/mnm) e brookita (Pcab). Além disso, como duas formas de alta pressão, uma forma monoclínica “baddeleita” e como uma forma ortorrômbica α-PbO2, ambas encontradas recentemente na cratera de Ries, na Bavária. A forma mais comum é o rutilo, que é também a fase de equilíbrio em todas as temperaturas. As fases metaestáveis e anatase da brookita, se convertem para o rutilo, após aquecimento. O rutilo, o anatásio e a brookita, contêm seis titânios coordenados.
O dióxido de titânio tem oito alterações - além do rutilo, anatásio e brookita há três formas metaestáveis produzidas sinteticamente (monoclínica, tetragonal e ortorrômbica) e cinco formas de alta pressão.
Com o aparecimento natural dos óxidos, pode-se extraí-los para servirem como uma fonte de titânio de uso comercial. O metal também pode ser extraído de outros minerais, como ilmenita,  minérios leucoxênicos, ou uma das formas mais puras, “areia de praia” de rutilo. Safiras e rubis tem seu asterismo, a partir das impurezas presentes, do rutilo.
O dióxido de titânio (B) é encontrado como um mineral em bordas desgastadas de “tektites” e “perovskita” e como lamelas em anatase, em veias hidrotermais, com uma densidade relativamente baixa.

### Produção
O dióxido de titânio em bruto é purificado através de conversão do tetracloreto de titânio no processo de cloreto. Neste processo, o minério bruto (TiO2 contendo pelo menos 70%) é reduzido com carbono, oxidado com o cloro para dar tetracloreto de titânio; ex: cloração carbotérmica.Este tetracloreto de titânio é destilado, e re-oxidado em uma chama de oxigênio puro ou plasma entre 1500-2000K, para dar dióxido de titânio puro, ao mesmo tempo regenerando o cloro. O cloreto de alumínio é freqüentemente adicionado ao processo como um fornecedor de rutilo; o produto é principalmente anatásio em sua ausência.
Outro processo amplamente utilizado é o da ilmenita como fonte de dióxido de titânio, que é digerido em ácido sulfúrico. O subproduto sulfato de ferro (II) é cristalizado e filtrado fora, par se chegar apenas a ceder o sal de titânio na solução de digestão, que é processado ainda para dar dióxido de titânio puro. Outro método para aperfeiçoar a ilmenita é chamado de processo Becher. Um método para a produção de dióxido de titânio com relevância para a nanotecnologia, é a síntese solvotérmica do dióxido de titânio.

## Aplicações[5]
- Corante industrial - É o pigmento branco mais utilizado devido ao seu brilho, alto índice de refração e à sua baixa deterioração ao longo do tempo. É ainda aplicado de forma a tornar mais brancas e opacas as tintas, revestimentos, plásticos, papéis, assim como em todos os produtos de decoração brancos.

- Corante dentífrico - Praticamente todas as pastas de dentes levam dióxido de titânio de forma a produzir uma pasta mais branca.

- Corante alimentar – Usado em pastilhas elásticas, rebuçados e gelados brancos, e inclusive no leite, sendo estes apenas alguns dos exemplos.

- Corante têxtil - Tecidos sintéticos conseguem um branco perfeito devido ao dióxido de titânio.

- Cosméticos - O dióxido de titânio é usado em cosméticos para a pele e protetores solares como um bloqueador físico, devido ao seu alto índice de refração e à sua grande capacidade de absorver a luz UV.

- Purificação da água - O dióxido de titânio funciona como um filtro, bloqueando a passagem de qualquer contaminante. Também pode ser usado para dessalinização da água.

- Construção civil - O cimento branco, bem como cerâmicas e revestimentos brancos têm na sua constituição dióxido de titânio.

- Baterias - Baterias com ânodo formado por nanopartículas de dióxido de titânio podem durar até duas vezes mais que os modelos tradicionais.
- Corretivos líquidos- Para deixar o aspecto esbranquiçado.
- Remédios.

Segundo Marcos Augusto Bizeto, professor de química da Unifesp, cerca de 99% dos produtos que utilizam pigmento branco levam dióxido de titânio em sua fórmula.

## Toxicidade[5]
As principais vias exposição ao dióxido de titânio são a dérmica, pulmonar e oral, podendo passar pelas barreiras celulares por fagocitose ou através do bolbo olfatório, deslocando-se pelo corpo através do sistema circulatório e linfático. Assim, estas partículas atingem diversos órgãos como o sistema nervoso central, medula óssea, fígado, coração e os gânglios linfáticos. Devido à sua elevada estabilidade, pode permanecer no corpo e ambiente por longos períodos de tempo.

### Comunicação do risco

#### Humanos
Por ser amplamente utilizado, a exposição a este composto é grande, no entanto os riscos para a saúde pública ainda são, em parte, desconhecidos. Os estudos realizados com dióxido de titânio em modelos animais demonstraram efeitos citotóxicos em células neuronais, queratinócitos, macrófagos, células do epitélio pulmonar, entre outros. Neste estudo, feito em 2008, foi comprovado através de uma instilação nasal nas cobaias, ser possível a detecção de nanopartículas de dióxido de titânio no cérebro, particularmente no bulbo olfativo e no hipocampo, estrutura com papel chave na função da memória. Em 2018, pesquisadores relacionaram a presença de cristais nanométricos (110 ± 70 nm) de dióxido de titânio no pâncreas com a diabetes mellitus tipo 2. No estudo, foi encontrada uma contagem elevada de monocristais de TiO2 no pâncreas de pessoas doentes (108–109 partículas por grama), enquanto o pâncreas de pessoas sem a doença não apresentaram os cristais.

#### Organismos marinhos
O autor principal e pesquisador assistente Robert Miller e co-autores Arturo Keller e Hunter Lenihan - ambos professores na Bren School e cientistas principais do UC Center for Environmental Implications of Nanotechnology (UC CEIN) - Bren Phd estudante, Samuel Bennett, e Scott Pease, descobriram que a a forma nanopartícula do dióxido de titânio (TiO2) exposta a radiação ultravioleta (UVR) pode ser tóxica aos organismos marinhos.
"As aplicações de nanomateriais em produtos de consumo está rapidamente aumentando, mas há a preocupação que esses materiais, incluindo nanopartículas, possam prejudicar o meio ambiente," diz Miller.
A nanopartícula de dióxido de titânio é altamente reativa aos raios solares e a outras formas de radiações ultravioletas, os autores escrevem, que a propriedade de TiO2 de gerar espécie reativa de oxigênio (ROS) quando exposta a UVR, torna útil em revestimentos anti-bacterianos e de águas residuais de desinfecção.
Em experiências passadas foi constatado que o uso de luzes artificiais geravam níveis menores de UVR do que os próprios raios solares. Assim, ao usar simuladores de luzes de raios solares naturais, foi percebido que níveis relativamente baixos de luzes ultravioletas, consistentes com aqueles encontrados na natureza, podem induzir toxicidade de nano-TiO2 para os fitoplânctons marinhos, o mais importante produtor primário na Terra.
A preocupação é que aumentando a concentração de nano-TiO2 "possa induzir ao aumento exagerado de estresse oxidativo na água do mar contaminada por TiO2, causando uma resiliente diminuição de ecossistemas marinhos."

## Nanotubos
O anatase pode ser convertido por síntese hidrotérmica para nanotubos inorgânicos de anatase delaminado e nanofitas de “titanato”, os quais são de interesse potencial como suporte catalítico e foto catalisador. Em síntese, o anatase é misturado com hidróxido de sódio 10 M e aquecido a 130 ° C por 72 horas. O produto da reação é lavado com ácido clorídrico diluído e aquecido a 400 ° C por mais 15 horas. O rendimento dos nanotubos é quantitativo, os quais têm um diâmetro exterior de 10 a 20 nm, um diâmetro interno de 5 a 8 nm e tem um comprimento de 1 ìm. Numa temperatura maior de reação (170°C) e volume menor, aparecem os nanofios correspondentes.
Linhas espectrais de óxido de titânio são proeminentes nas estrelas de classe M, que são permissíveis o suficiente para a formação de moléculas do composto químico.